# The Score (film)
The Score è un film del 2001 diretto da Frank Oz, con Robert De Niro, Edward Norton e Marlon Brando.
Questo è l'ultimo film in cui recita Marlon Brando, l'unico in cui condivide la scena con De Niro. Le sue condizioni di salute infatti peggiorarono progressivamente non consentendogli più di girare altri film sino alla sua morte avvenuta nel 2004. De Niro e Norton, invece, sono tornati a lavorare insieme nel film Stone.

## Trama
Montréal, Québec. Nick Wells è un ladro professionista di gioielli e opere d'arte che vuole ritirarsi quanto prima dal giro e dedicarsi al suo raffinato club di jazz che gli dà da vivere legalmente. D'ora in avanti è infatti intenzionato a rigare dritto e a vivere una vita tranquilla con la sua fidanzata, Diane, che fa l'assistente di volo.
Questo proposito viene però scombussolato dal vecchio amico e socio Max che, presentandosi nel locale di Nick, gli propone il colpo della vita: rubare uno scettro del 1661 dal valore inestimabile, nascosto dentro la gamba di un vecchio pianoforte che si trova bloccato nel caveau della dogana di Montréal, per una quarantena imposta dalle autorità perché ritenuto infestato da insetti nocivi.
A loro si unisce, come complice inizialmente indesiderato, Jack Teller, un ladro ambizioso. Teller, simulando una disabilità mentale e con il falso nome di Brian, si è fatto assumere come addetto alle pulizie negli uffici della dogana (in modo da poter fungere da basista per meglio pianificare il furto).
Nick al fine di disattivare temporaneamente il sistema di sicurezza durante la rapina si rivolge al suo amico Steven, un hacker informatico, per chiedergli di rubare i codici di bypass che controllano l'allarme.
Una volta pianificato il tutto, Nick utilizza un tunnel della rete fognaria per entrare nel seminterrato e riesce poi a far esplodere la cassaforte dove è conservato lo scettro. Intanto Jack, che sta manomettendo le telecamere di sicurezza disturbando il segnale video, viene scoperto da Danny, un suo collega anziano; essendo ormai stato scoperto, Jack lo minaccia con una pistola e lo chiude in uno sgabuzzino dicendogli di stare tranquillo.
Dopo aver preso lo scettro e averlo nascosto in una custodia, Nick si trova nel caveau faccia a faccia con Jack che ha in realtà intenzione di tradirlo: infatti gli punta una pistola addosso, costringendolo a consegnargli lo scettro e facendo poi scattare l'allarme di proposito.
Inseguito da alcuni poliziotti, Nick riesce a fuggire attraverso le fogne e a salvarsi, dopodiché riceve la telefonata di Jack (anch'egli scappato dalla dogana) al quale fa capire di aver commesso un grave errore. È infatti Jack ad essere stato raggirato, poiché in realtà non ha lo scettro, ma solo un rozzo simulacro fatto di pezzi di ferro: il vero scettro è infatti sempre rimasto nelle mani di Nick.
Attraverso un notiziario Max apprende che per il colpo la polizia sta attivamente ricercando Jack (Danny, il suo collega, ha infatti denunciato quanto ha visto) mentre il complice (Nick) di cui esistono le immagini del sistema di sorveglianza non è stato ancora identificato. Il film si conclude con Nick che raggiunge in aeroporto la fidanzata Diane di ritorno da un volo: i due si abbracciano ed iniziano così una vita normale, come Nick le aveva promesso.

## Produzione
Durante la produzione, il regista Frank Oz ebbe numerosi screzi con l'attore Marlon Brando che derideva il regista chiamandolo "Miss Piggy", per via del suo passato lavoro come doppiatore dell'omonimo personaggio dei Muppets. Non riuscendo ad andare d'accordo, De Niro fu costretto a dirigere Brando al posto di Oz con quest'ultimo a dargli istruzioni via cuffia.

## Accoglienza
Il film ha ricevuto recensioni positive. Su un budget di 60.000.000 di dollari ha incassato più di 110 milioni di dollari.

## Riconoscimenti
- 2002 - BET Awards
  - Nomination Miglior attrice protagonista a Angela Bassett
- 2002 - Image Award
  - Miglior attrice non protagonista a Angela Bassett